# Velká Střelná (katastrální území z roku 2002)
Velká Střelná je jedno z katastrálních území vojenského újezdu Libavá. Jedná se převážně o zalesněné katastrální území, rozkládající se na jihozápadě Oderských vrchů ve vojenském újezdu Libavá v okrese Olomouc. V současné době zde lesní vegetace pokrývá i intravilány všech zdejších obcí, které se zde dříve nacházely a které byly během existence vojenského újezdu vesměs zlikvidovány. Jedinou souvisle zastavěnou oblastí na území celého katastru v současnosti představuje vojenská základna Přáslavice, nacházející se v jeho jihozápadním cípu. Na jihovýchodě katastrálního území pramení řeka Odra. Katastrálním územím protékají potoky, které zde vesměs pramení: Davídka, Hluboček, Lichnička, Olešnice, Střelenský potok, Trnava, Varhošťský potok a Vrtůvka. Nachází se zde i Fidlův kopec (680 m n. m.), nejvyšší vrchol Oderských vrchů. K dalším zdejším význačným vrcholům patří Strážisko (676 m n. m.), Radeška (671 m n. m.), Spálený (666 m n. m.), Švédská kupa (636 m n. m.), Olomoucký kopec (634 m n. m.), Hlásná (618 m n. m.), Jílový vrch (616 m n. m.), Mlýnský kopec (605 m n. m.), Šestsetjednička (601 m n. m.), Slepičí vrch (599 m n. m.), U kamenné boudy (593 m n. m.), Na Klášterním (563 m n. m.), Jasaní (557 m n. m.), Skalka (521 m n. m.).
V rozsahu blízkém současnému existuje toto katastrální území od roku 2002, kdy došlo k reorganizaci katastrálního členění vojenského újezdu Libavá. Tehdy bylo k 20. prosinci 2002 území vojenského újezdu Libavá přerozděleno na 5 větších katastrálních území, z nichž jedním byla Velká Střelná, jejíž název měla i obec (a současně i její katastr) začleněná do vojenského újezdu roku 1950. Rozšířený katastr Velké Střelné měl původně rozlohu 74,877147 km². V tomto rozsahu zahrnoval celý zrušený katastr zlikvidované obce Jestřabí, menší část zrušeného katastru zlikvidovaného Smilova (včetně jižní poloviny intravilánu), většina původního katastru Velké Střelné (včetně celého intravilánu), téměř celý zrušený katastr zlikvidované Varhoště (včetně celého intravilánu), téměř celý zrušený katastr zlikvidované Nepřívazi (opět s celým intravilánem), menší část původního katastru Kozlova, nepatrná část zrušeného katastru zlikvidované Nové Vsi nad Odrou, asi polovina původního katastru obce Daskabát, menší část původního katastru obce Přáslavice, většina původního katastru obce Mrsklesy, asi polovina původního katastru obce Hlubočky, velice malou okrajovou část původního katastru obce Velký Újezd. 

## Změna vymezení
V souvislosti s nadcházející optimalizací (zmenšením) vojenského újezdu Libavá, k níž došlo k 1. lednu 2016, byla z katastrálního území Velká Střelná vyčleněna k 2. květnu 2014 následující, vesměs zalesněná, nová katastrální území:
- Hlubočky I (rozloha 0,121693 km²[2]) – k 1. lednu 2016 se stalo součástí území obce Hlubočky
- Hlubočky II (rozloha 0,059313 km²[3]) – k 1. lednu 2016 se stalo součástí území obce Hlubočky
- Hlubočky III (rozloha 0,005941 km²[4]) – k 1. lednu 2016 se stalo součástí území obce Hlubočky
- Hlubočky IV (rozloha 0,923575 km²[5]) – k 1. lednu 2016 se stalo součástí území obce Hlubočky
- Mrsklesy na Moravě I (rozloha 0,121693 km²[6]) – k 1. lednu 2016 se stalo součástí území obce Mrsklesy

Vznikem těchto nových katastrálních území se tak rozloha celého katastrálního území Velká Střelná zmenšila o 1,232215 km² na současných 73,644932 km². K obci Hlubočky tak přešly pozemky o celkové výměře 1,110522 km².

## Pamětihodnosti
Jihovýchodně od bývalého intravilánu někdejší Velké Střelné se mezi Střelenským potokem a silnicí, kdysi spojující Velkou Střelnou a Olejovice, nachází na souřadnicích 49°40'06.68" s. š., 17°30'45.83" v. d., dosud dobře patrné valy středověké tvrze Velká Střelná (Altes Haus), vzniklé ve 13. století na ochranu vesnice a kláštera. Před rokem 1552 zanikla a byla nahrazena druhou tvrzí, zvanou Novou, jež se nacházela přímo v obci. Později byla tato tvrz přestavěna na zámek, který však po roce 1800 natolik zchátral až byl nakonec zbořen. Jihozápadně od bývalého intravilánu Velké Střelné se, u silnice do někdejší obce Jestřabí nachází veřejnosti běžně nepřístupný lovecký zámeček Bores, postavený ve druhé polovině 19. století, který se díky zájmu armády dochoval jako jediná budova z celé bývalé obce Velká Střelná.